# Friedrich Müller (Theologe)
Friedrich Müller (* 1. Dezember 1714 in Jessen; † 2. Mai 1750 in  Zeitz) war ein deutscher evangelischer Theologe.

## Leben
Müller war ein Sohn des Superintendenten (und späteren Propstes) August Müller (1679–1749) und von Eleonore Christine geb. von Nitzsch (* 1697). Damit war er ein Bruder des Theologen Gottlieb Müller (1721–1793). 
Mit seinen Eltern kam Müller 1716 nach Kemberg, wo er die Kindheit verlebte. Nach dem Besuch der örtlichen Schule wurde er zeitig nach Wittenberg geschickt, wo er wohl das  Lyzeum besuchte und danach ein Studium der Theologie an der Universität aufnahm. 1736 habilitierte sich Müller hier zum Magister legens. Die Universitätslaufbahn verfolgte er aber nicht weiter, sondern nahm 1738 eine Stelle als 3. Diakon in Torgau an. Hier ging er die Ehe mit der Pastorentochter Margarethe Elisabeth Kiesling ein, in der keine Nachkommen geboren wurden. Im Laufe der Jahre zum 1. Diakon aufsteigend, wechselte Müller 1745 in der Stellung eines Archidiakons nach Weißenfels über. Drei Jahre darauf übernahm er die Pastorenstelle der Kirche St. Nikolai in Zeitz, wo er zwei Jahre darauf verstarb.
Müller publizierte zumindest sieben Texte in Latein und Deutsch.

## Werke
- Von der Gewohnheit aus dem Namen zu wahrsagen und deren Ursprung (1746)
- Vom Gebrauch des Looses bey Verheyrathungen (1748)